# جامعة ولاية بنسلفانيا
جامعة ولاية بنسلفينيا (بالإنجليزية: Pennsylvania State University)‏ هي جامعة حكومية أمريكية تتبع لولاية بنسلفانيا.
تأسست جامعة ولاية بنسلفانيا في عام 1855 باسم مدرسة المزارعين الثانوية في بنسلفانيا، ثم سُميت أول جامعة في الولاية كأول جامعة تمنح الأراضي في الولاية بعد ثماني سنوات، في عام 1863. ويقع حرمها الجامعي الأساسي، المعروف باسم حديقة جامعة ولاية بنسلفانيا، في كلية الولاية وبلدة كوليدج.

## خريجون بارزون
- ليزا ج. وايت
- طارق السويدان
- ايلون ماسك
- فيصل الابراهيم

## وصلات خارجية
- جامعة ولاية بنسلفانيا الموقع الرسمي للجامعة